# Departamento Central
Central ist ein Departamento in Paraguay, es ist einer von insgesamt 17 Verwaltungsbezirken.
Areguá ist seit dem 2. Juli 1993 Hauptstadt des Departamentos, vorher wurde der Verwaltungsbezirk von Asunción mitbetreut.
Der kleinste Verwaltungsbezirk Paraguays, Central, ist der am dichtesten bevölkerte. Es leben hier 35 % der Landesbevölkerung und 58 % der gesamten Industrie des Landes hat hier ihren Sitz.

## Geografie
Central liegt am Río Paraguay, dem Hauptwasserweg des Landes. Eine Brücke, der Puente Remanso, verbindet die Central mit dem Departamento Presidente Hayes und somit die beiden Landeshälften, die östliche Region und die westliche Region, besser bekannt als Chaco.
Unzählige Flüsse durchqueren dieses Departamento. Ein wichtiger Fluss ist der Río Salado, der aus dem zweitgrößten See in Central, dem Lago Ypacaraí entspringt. Der größte Berg ist der Cerro Lambaré mit ca. 250 m über dem Meeresspiegel.

## Wirtschaft
Haupteinkommensquelle der Bevölkerung sind Dienstleistung und Handel. Internationale Konzerne wie zum Beispiel Coca Cola, Pepsi und Parmalat, haben regionale Tochterunternehmen in Central. Wichtig sind außerdem die Ölpflanzen verarbeitende Industrie, Kosmetik und Pharmaindustrie, Lederindustrie, Zementindustrie und diverse kleine Lebensmittelhersteller.
Neben der Industrie, ist die zweite Einkommensquelle der Anbau von verschiedenen Obst und Gemüsesorten, wie Tomaten, Erdbeeren und Südfrüchten. Des Weiteren wird verstärkt Süßgras (Stevia Rebaudiana) angebaut. Central ist in diesem Sinne nicht repräsentativ für Paraguay, da sich hier weder der landesübliche Anbau von Soja, Weizen, Baumwolle, Yerba Mate oder Zuckerrohr befindet, noch gibt es für die Rinderzucht oder die Holzindustrie nutzbare Flächen.
Der Tourismus befindet sich noch in Entwicklung. Der Lago Ypacaraí ist seit mehreren Jahrzehnten ein beliebtes touristisches Ziel im Sommer. Der größte See in Central, der Lago Ypoá hingegen, ist von Sümpfen umgeben und so erschwert sich die Erschließung für den Massentourismus. Es wird aber, nach klimatischer Möglichkeit, eine gemäßigte Art des Ökotourismus betrieben.

## Verkehr
Bis auf wenige Seitenwege sind alle Straßen in Central befestigt. Die Hauptverbindungswege sind asphaltiert oder gepflastert. Jeder Ort in Central wird durch Busse mit Asunción verbunden. Diese verkehren in keinem regelmäßigen Rhythmus und haben keinen europäischen Standard, im Gegensatz zu den Überlandbussen, die sehr modern sind.
Der Río Paraguay ist der Verbindungsweg zwischen Central und den nördlicheren Regionen wie Amambay oder Concepción. Besonders der Holzhandel wird auf diesem Wege abgewickelt.
Der internationale Flughafen Asunción Silvio Pettirossi verbindet Asunción mit dem Landesinneren und den Nachbarländern und befindet sich ebenfalls in Central Paraguay.

## Sehenswürdigkeiten
- Areguá: Städtchen mit kolonialen Bauten und der geologischen Besonderheit, dem Cerro Kói, der aus hexagonalem Sandstein besteht. Im Sommer auch ein sehr beliebter Strandort am Ufer des Lago Ypacaraí.
- Itá: bekannt für seine Keramikkünstler.
- Itauguá: bekannt für seine Webereien, die das landestypische Ñandutí anfertigen.
- Lambaré: mit dem gleichnamigen Berg; eine einzigartige Möglichkeit, ganz Asunción aus der Vogelperspektive zu sehen.
- Luque: Hochburg der Fertigung landestypischer Musikinstrumente wie Gitarren und der paraguayischen Harfe.
- Lago Ypoá: oberhalb der Stadt Carapeguá, die im IX. Departamento Paraguarí liegt; der Lago befindet sich aber zum Teil auch in Central.
- Ypacaraí: mit der Kultstätte Tupárendá der Heiligen Maria von Schönstatt.
- Kirchen: empfehlenswert sind die kolonialen Kirchen in San Lorenzo, Limpio, Itauguá und Guarambaré

## Distrikte
- Areguá
- Capiatá
- Fernando de la Mora
- Guarambaré
- Itá
- Itauguá
- Juan Augusto Saldívar
- Lambaré
- Limpio
- Luque
- Mariano Roque Alonso
- Ñemby
- Nueva Italia
- San Antonio
- San Lorenzo
- Villa Elisa
- Villeta
- Ypacaraí
- Ypané